# Aigrefeuille-sur-Maine
Aigrefeuille-sur-Maine är en kommun i departementet Loire-Atlantique i regionen Pays de la Loire i nordvästra Frankrike. Kommunen ligger i kantonen Aigrefeuille-sur-Maine som tillhör arrondissementet Nantes. År 2022 hade Aigrefeuille-sur-Maine 4 121 invånare.

## Befolkningsutveckling
Antalet invånare i kommunen Aigrefeuille-sur-Maine
| Referens: INSEE |